# San Francisco de Sigsipamba
San Francisco de Sigsipamba ist eine Ortschaft und eine Parroquia rural („ländliches Kirchspiel“) im Kanton Pimampiro der ecuadorianischen Provinz Imbabura. Die Parroquia besitzt eine Fläche von 177,1 km². Die Einwohnerzahl lag im Jahr 2010 bei 1269.

## Lage
Die Parroquia San Francisco de Sigsipamba liegt in den Anden im Norden von Ecuador. Das Gebiet wird über die beiden Quellflüsse des Río Mataquí, Río Pisque und Río Blanco, nach Norden entwässert. Der Río Pisque fließt entlang der westlichen Verwaltungsgrenze nach Norden. Der Río Blanco durchquert das Verwaltungsgebiet in nördlicher Richtung und passiert dabei den Hauptort. Die östliche und südöstliche Verwaltungsgrenze verläuft entlang der kontinentalen Wasserscheide. Der etwa 2250 m hoch gelegene Hauptort befindet sich 11 km südsüdöstlich vom Kantonshauptort Pimampiro. 
Die Parroquia San Francisco de Sigsipamba grenzt im Norden an die Parroquias Pimampiro und Chugá, im Osten und im Südosten an die Provinz Sucumbíos mit den Parroquias La Sofía (Kanton Sucumbíos) und El Reventador (Kanton Gonzalo Pizarro) sowie im Westen an die Parroquia Mariano Acosta.

## Orte und Siedlungen
In der Parroquia gibt es neben dem Hauptort folgende Comunidades: Bellavista, El Carmelo, La Esperanza, La Floresta, La Merced, Ramos Danta, San Antonio, San Isidro, San José, San Miguel, San Vicente und Shanshipamba. Ferner gibt es die beiden Caseríos El Cedral und El Cielito.

## Geschichte
Im Jahr 1943 wurde die Parroquia San Francisco de Sigsipamba im Kanton Ibarra gegründet. Am 21. Mai 1981 wurde die Parroquia Teil des neu geschaffenen Kantons Pimampiro.

## Ökologie
Der Süden der Parroquia liegt im Nationalpark Cayambe Coca.